# Биррелл, Кимберли
Кимберли Биррелл (англ. Kimberly Birrell; род. 29 апреля 1998, Дюссельдорф) — австралийская теннисистка. Финалистка одного турнира Большого шлема в смешанном парном разряде (Открытый чемпионат Австралии-2025); участница сборной Австралии в Кубке Билли Джин Кинг.

## Общая информация
Биррелл родилась 29 апреля 1998 года в Дюссельдорфе (Германия), в семье родителей из Австралии. Ее отец, Джон, работал тренером по теннису в Германии. Когда Биррелл было три года, семья переселилась на Голд-Кост, Квинсленд.
Она начала играть в теннис в возрасте четырех лет. Биррелл училась в Англиканском колледже Coomera и закончила его в 2015 году.

## Спортивная карьера
Биррелл участвовала в своем первом профессиональном турнире в Теннисном Центре Бендиго в октябре 2012 года в возрасте 14 лет.
В 2014 году она получила уайлд-кард на теннисный турнир в Хобарте, но в первом круге уступила.
В 2015 году она вновь выступила на турнире WTA в Хобарте, и снова уступила в первом круге. Была приглашена в квалификацию Открытого чемпионата Австралии по теннису, однако уже в первом матче м=пропустила дальше свою соперницу. В парном разряде получила уайлд-кард на основной турнир Большого шлема в Мельбурне, но дальше первого раунда пройти не получилось.
В 2016 и 2017 году на Открытом чемпионате Австралии, она владела уайлд-кард, но дальше первого раунда не проходила.
В 2018 году Биррелл проиграла в первом раунде квалификации в Брисбене, Сиднее и Открытом чемпионате Австралии. В августе она прошла квалификацию и вышла в свой первый четвертьфинал года на Koser Jewelers Tennis Challenge. В сентябре Биррелл вышла в четвертьфинал в Кэрнсе, прежде чем выиграть свой второй титул в одиночном разряде ITF в Дарвине, где она также достигла финала в парном разряде.
В 2019 году на турнире в Брисбене в первом раунде она обыграла теннисистку из топ-10, Дарью Касаткину. На открытом чемпионате Австралии по теннису, являясь обладателем уайлд-кард, успешно преодолела два раунда. В третьем раунде уступила Анжелике Кербер.

## Итоговое место в рейтинге WTA по годам
| Год  | Одиночный рейтинг | Парный рейтинг |
| 2024 | 115               | 204            |
| 2023 | 113               | 233            |
| 2022 | 167               | 251            |
| 2021 | 734               | 803            |
| 2020 | 735               | 612            |
| 2019 | 245               | 548            |
| 2018 | 285               | 546            |
| 2017 | 356               | 332            |
| 2016 | 506               | 284            |
| 2015 | 361               | 606            |
| 2013 | 818               | 1 236          |

## Выступления на турнирах

### Финалы турнировWTAв одиночном разряде (1)

#### Поражение (1)
| Легенда:                    |
| --------------------------- |
| Турниры Большого шлема (0)  |
| Олимпиада (0)               |
| Итоговый турнир WTA (0)     |
| WTA 1000 (0)                |
| WTA 500 (0)                 |
| International / WTA 250 (0) |

| №  | Дата            | Турнир        | Покрытие | Соперница в финале | Счёт    |
| 1. | 20 октября 2024 | Осака, Япония | Хард     | Сюзан Ламенс       | 0-6 4-6 |

### Финалы турнировITFв одиночном разряде (11)

#### Победы (6)
| Легенда:                   |
| -------------------------- |
| 100.000 USD (0+1)          |
| 80.000 (75.000*) USD (0)   |
| 60.000 (50.000*) USD (4)   |
| 25.000 USD (2)             |
| 15.000* USD (0+1)          |
| 15.000 (10.000*) USD (0+3) |

* призовой фонд до 2017 года
| Титулы по покрытиям | Титулы по месту проведения матчей турнира |
| ------------------- | ----------------------------------------- |
| Хард (4+2)          | Зал (0)                                   |
| Грунт (0)           | Зал (0)                                   |
| Трава (0)           | Открытый воздух (6+2)                     |
| Ковёр (2)           | Открытый воздух (6+2)                     |

| №  | Дата             | Турнир                 | Покрытие | Соперница в финале | Счёт        |
| 1. | 1 октября 2017   | Брисбен, Австралия     | Хард     | Эйжа Мухаммад      | 4-6 6-3 6-2 |
| 2. | 30 сентября 2018 | Дарвин, Австралия      | Хард     | Эллен Перес        | 6-3 6-3     |
| 3. | 30 октября 2022  | Плейфорд, Австралия    | Хард     | Мэддисон Инглис    | 3-6 7-5 6-4 |
| 4. | 12 февраля 2023  | Орландо, США           | Хард     | Ребекка Петерсон   | 6-3 6-0     |
| 5. | 9 июля 2023      | Кантаньеди, Португалия | Ковёр    | Арина Родионова    | 4-6 6-3 6-1 |
| 6. | 12 мая 2024      | Фукуока, Япония        | Ковёр    | Эмина Бектас       | 6-2 6-4     |

#### Поражения (5)
| №  | Дата             | Турнир                     | Покрытие | Соперница в финале | Счёт           |
| 1. | 15 марта 2015    | Милдьюра, Австралия        | Трава    | Элисон Бэй         | 3-6 3-6        |
| 2. | 25 октября 2015  | Брисбен, Австралия         | Хард     | Присцилла Хон      | 4-6 3-6        |
| 3. | 24 сентября 2017 | Пернит, Австралия          | Хард     | Оливия Роговска    | 2-6 4-6        |
| 4. | 24 июля 2022     | Фигейра-да-Фош, Португалия | Хард     | Джейми Лёб         | 5-7 4-6        |
| 5. | 9 октября 2022   | Кэрнс, Австралия           | Хард     | Присцилла Хон      | 6-4 6-7(6) 4-6 |

### Финалы турнировWTAв парном разряде (2)

#### Поражения (2)
| №  | Дата           | Турнир             | Покрытие | Партнёрша                | Соперницы в финале                         | Счёт           |
| 1. | 16 января 2016 | Хобарт, Австралия  | Хард     | Ярмила Вулф              | Кристина Макхейл Хань Синьюнь              | 3-6 0-6        |
| 2. | 5 марта 2023   | Монтеррей, Мексика | Хард     | Фернанда Контрерас Гомес | Юлиана Лисарасо Мария Паулина Перес Гарсия | 3-6 7-5 [5-10] |

### Финалы турнировITFв парном разряде (7)

#### Победы (2)
| №  | Дата           | Турнир               | Покрытие | Партнёрша       | Соперницы в финале                | Счёт              |
| 1. | 4 октября 2015 | Твид Хедс, Австралия | Хард     | Тамми Паттерсон | Далма Галфи Присцилла Хон         | 6-7(3) 6-3 [10-8] |
| 2. | 28 апреля 2024 | Токио, Япония        | Хард     | Чан Су Джон     | Александра Крунич Арина Родионова | 7-5 3-6 [10-8]    |

#### Поражения (5)
| №  | Дата             | Турнир                    | Покрытие | Партнёрша         | Соперницы в финале            | Счёт              |
| 1. | 16 июля 2017     | Виннипег, Канада          | Хард     | Каролина Доулхайд | Хироко Кувата Валерия Савиных | 4-6 6-7(4)        |
| 2. | 23 июля 2017     | Гатино, Канада            | Хард     | Эмили Уэбли-Смит  | Хироко Кувата Валерия Савиных | 6-4 3-6 [5-10]    |
| 3. | 30 сентября 2018 | Дарвин, Австралия         | Хард     | Кэти Данн         | Рутуджа Бхосале Хироко Кувата | 2-6 4-6           |
| 4. | 15 мая 2022      | Ноттингем, Великобритания | Хард     | Александра Осборн | Нейкта Бэйнс Майя Люмсден     | 6-3 6-7(6) [9-11] |
| 5. | 5 мая 2024       | Гифу, Япония              | Хард     | Ребекка Марино    | Лян Эньшуо Тан Цяньхуэй       | 0-6 3-6           |

### Финалы турниров Большого шлема в смешанном парном разряде (1)

#### Поражение (1)
| №  | Год  | Турнир                       | Покрытие | Партнёр          | Соперники в финале              | Счёт           |
| 1. | 2025 | Открытый чемпионат Австралии | Хард     | Джон-Патрик Смит | Оливия Гадецки Джон-Патрик Смит | 6-3 4-6 [6-10] |